# Horizontale compositie
Horizontale compositie is een kunstwerk in Amsterdam-West.
De gemeente Amsterdam verzocht kunstenaar Henk Zweerus om een beeld dat horizontaal georiënteerd was voor plaatsing in het Leidsebosje. Zweerus maakte al in 1954 een ontwerptekening; de aankondiging met foto in De Telegraaf leverde onvriendelijke commentaren op. De een noemde het een apenrots, de andere zag er twee in elkaar gedraaide Swastika’s in, weer een ander vond het een misgeboorte. Die voorstudie werd in 1955 getoond in Park Sonsbeek en liet geabstraheerde mensfiguren zien, die volgens de kunstenaar een "plaatsbepaling gaven van volumes, profielen en doorzichten".
Het puur abstracte beeld werd pas in 1958 geplaatst; het was een van de eerste abstracte beelden in de openbare ruimte in Amsterdam. Het heeft de vorm van gestapelde vormen, die volgens kenners toch een eenheid zijn. Het object staat op een zandbed, waarin een Stelconplaat ligt. Daarboven is een blok stampbeton geplaatst waarop het beeld rust. 
In 2012 was het toe aan restauratie en een nieuwe fundering. 
Het is Zweerus' tegenhanger van zijn Verticale compositie in het plantsoen van het Valeriusplein. 

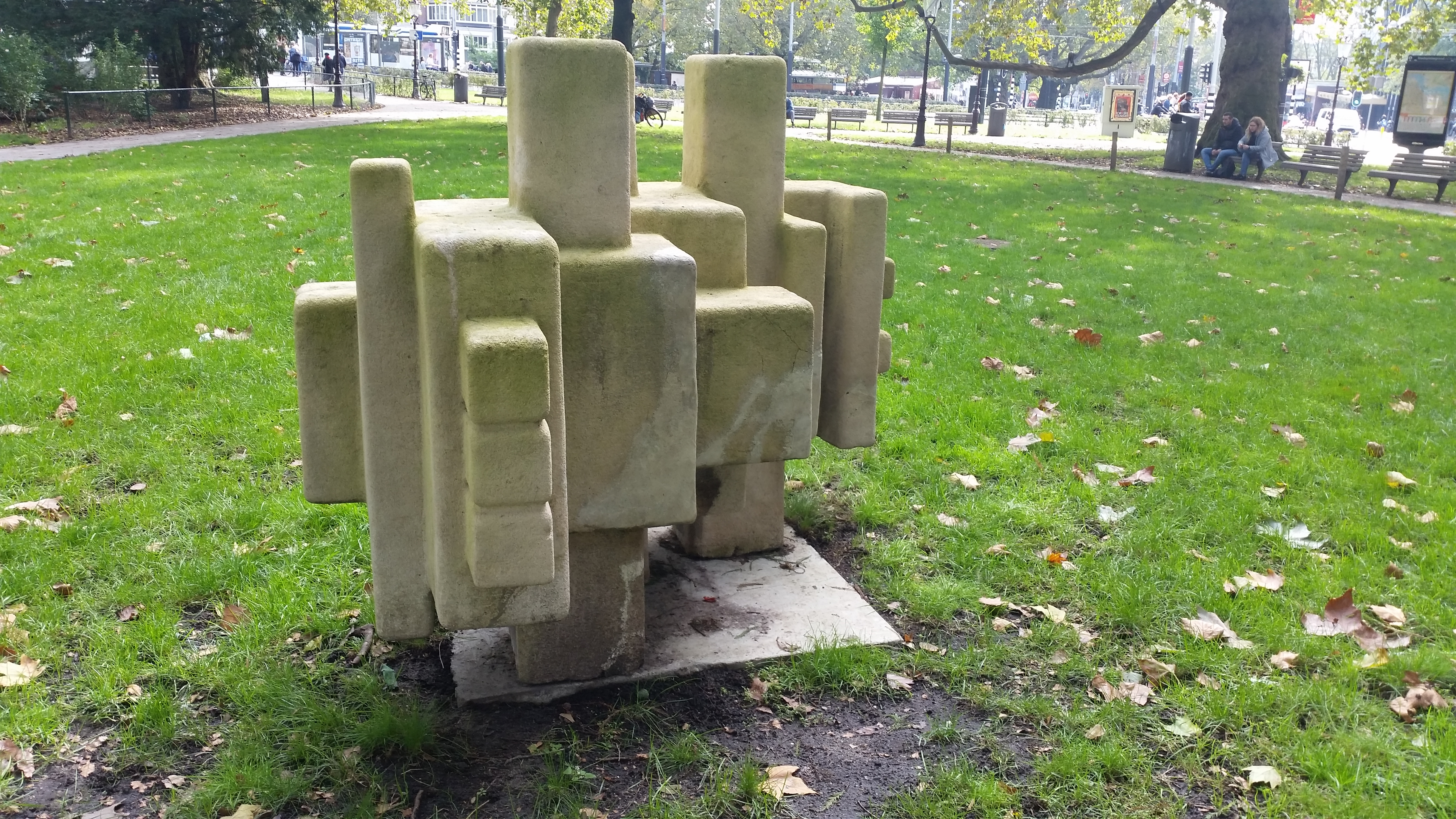
Horizontale compositie (oktober 2019) met op de achtergrond het Boomzagertje vlak voordat de tak afbrak/werd afgezaagd